# Indian Lodge
L'Indian Lodge est un lodge américain situé dans le comté de Jeff Davis, au Texas. Protégé au sein du parc d'État des Davis Mountains, il a été construit en 1935 dans une architecture Pueblo Revival qui respecte les préceptes du style rustique du National Park Service.